# Skid Row (album)
A Skid Row, az amerikai Skid Row bemutatkozó albuma, amelyet 1989. január 24-én adtak ki, az Atlantic Records-nál. Az album ötszörös platinalemez, az USA területén körülbelül 5 millió, a világon pedig körülbelül 10 millió példányt értékesítettek belőle. A Billboard 200-as listáján a #6. helyig jutott. Híres dalnak mondható az albumról az „I Remember You”, az „18 and Life” és a „Youth Gone Wild”. Utóbbi volt a zenekar első kislemeze.

## Az album dalai
1. Big Guns (Bolan, Hill, Sabo, Affuso) – 3:36
2. Sweet Little Sister (Bolan, Sabo) – 3:10
3. Can’t Stand the Heartahce (Bolan) – 3:24
4. Piece of Me (Bolan) – 2:48
5. 18 and Life (Bolan, sabo) – 3:50
6. Rattlesnake Shake (Bolan, Sabo) – 3:07
7. Youth Gone Wild (Bolan, Sabo) – 3:18
8. Here I Am (Bolan, Sabo) – 3:10
9. Makin’ A Mess – (Bach, Bolan, Sabo) – 3:38
10. I Remember You – (Bolan, Sabo) – 5:10
11. Midnight/Tornado – (Fallon, Sabo) – 4:17

## Közreműködők
- Sebastian Bach – ének
- Dave Sabo – gitár
- Scotti Hill – gitár
- Rachel Bolan – basszusgitár
- Rob Affuso – dobok

## Helyezések a listákon

### Album
| Év   | Lista         | Helyezés |
| ---- | ------------- | -------- |
| 1989 | Billboard 200 | 6        |

### Kislemezek
| Év   | Kislemez          | Lista                            | Helyezés |
| ---- | ----------------- | -------------------------------- | -------- |
| 1989 | „18 and Life”     | Billboard Mainstream Rock Tracks | 11       |
| 1989 | „18 and Life”     | Billboard Hot 100                | 4        |
| 1989 | „I Remember You”  | Billboard Mainstream Rock Tracks | 23       |
| 1989 | „I Remember You”  | Billboard Hot 100                | 6        |
| 1989 | „Youth Gone Wild” | Billboard Mainstream Rock Tracks | 20       |
| 1989 | „Youth Gone Wild” | Billboard Hot 100                | 99       |

## Külső hivatkozások
- Skid Row – „I Remember You” (videóklip)
- Skid Row – „18 and Life” (élő koncertfelvétel 1991-ből az Egyesült Királyságból
- Skid Row – „Youth Gone Wild” (élő koncertfelvétel 1989-ből, Moszkvából